# Francesco Cetti
Francesco Cetti (9 de agosto de 1726, Como en la región de Milán - 20 de noviembre de 1778) es un jesuita, zoólogo y matemático italiano.

## Vida
Hijo de italianos oriundos de Como, aún niño llegó a Italia, y realizó sus primeros estudios en el colegio jesuita de Monza. Ya jesuita, cursó la filosofía (1745-1748) y la teología (1752-1756) en la Universidad Brera de Milán y, como sacerdote, enseñó filosofía en Brera (1758-1760) y en el colegio milanés de nobles (1760-1764). En 1764, el Rey de Cerdeña, Carlos Manuel III de Saboya, confió a los jesuitas la docencia en las universidades recién restablecidas de Cagliari y Sácer. Profesor de matemáticas y ética en Sácer desde 1765, manifestó notables cualidades didácticas. Al estar también capacitado en ciencias naturales, obtuvo subsidios del gobierno para organizar investigaciones zoológicas por toda la isla. La exploró por varios años y recogió copiosos datos, labor que continuó tras la supresión de la Compañía de Jesús (1773). Publicó los resultados en tres volúmenes (1774-1776) ilustrados con grabados en cobre, en los que, después de describir topográficamente Cerdeña, trata de los cuadrúpedos, anfibios, peces y pájaros que existían en la isla. Estos estudios sobre vertebrados se completaban con un libro sobre fósiles pero murió antes de que pudiera terminar esta última obra. La obra de Cetti es la primera descripción zoológica amplia de Cerdeña fundada en observaciones directas.

## Obras
- I quadrupedi di Sardegna (Sassari, 1774).
- Anfibi e pesci di Sardegna (Sassari, 1774).
- Gli uccelli di Sardegna (Sassari, 1776).